# Waking Up in Reno
Waking Up in Reno ist eine US-amerikanische Filmkomödie von Jordan Brady aus dem Jahr 2002.

## Handlung
Roy Kirkendall ist mit Candy verheiratet, Lonnie Earl Dodd ist mit Darlene verheiratet. Die befreundeten Ehepaare wollen ihren Urlaub gemeinsam verbringen. Sie fahren zu einer Show in Reno. Lonnie Earl Dodd nimmt unterwegs in Texas an einem Wettbewerb im Steak-Essen teil.
Candy will schwanger werden. Nach ihrem Eisprung liebt sie ihren Mann im Wagen auf einem Parkplatz. Rund um das Auto versammeln sich neugierige Zuschauer, bis der ungeduldig wartende Lonnie Earl Dodd den Liebesakt unterbricht. In Reno stellt Candy fest, dass sie schwanger geworden ist. Währenddessen versucht Dodd in einer Bar, eine Frau aufzureißen, von der er jedoch die Abfuhr bekommt.

## Kritiken
Peter Travers schrieb in der Zeitschrift Rolling Stone vom 31. Januar 2002, der Film rufe laute Lacher hervor, für die sich der Zuschauer selbst hassen könne. Er lobte das Spiel von Billy Bob Thornton.
Roger Ebert schrieb in der Chicago Sun-Times, dass die Dialoge denen in einer Sitcom ähnlich seien. Das Drehbuch sichere den Sieg der traditionellen Werte wie Liebe und Familie am Ende des Films. Einige Gags seien billig, zum Beispiel als Lonnie Earl für vier Hotelangestellten insgesamt einen Dollar Trinkgeld gebe.

## Hintergründe
Die Komödie wurde am Anfang des Jahres 2000 in Los Angeles, Fullerton, Reno, Texas und Arizona für Miramax Films gedreht. Bereits im Jahr 1997 war eine Verfilmung mit Powers Boothe, Laura Dern, Barbara Hershey und Mary Steenburgen geplant.
Der Film wurde in weniger als 200 Kinos der USA gezeigt, in den er ca. 262 Tsd. US-Dollar einspielte. In einigen Ländern wurde er direkt auf Video oder DVD veröffentlicht.